# Concile de Rome (898)
Pour les articles homonymes, voir Concile de Rome.
Le concile de Rome fut convoqué par le pape Jean IX dans la ville éponyme en 898. Il fut tenu en présence de Lambert de Spolète.
On y annula toutes les décisions prises lors du Concile cadavérique en 897.